# Upphandlingsmyndigheten
Upphandlingsmyndigheten (UHM) är en statlig myndighet inrättad 2015. Upphandlingsmyndigheten ska verka för en rättssäker, effektiv och hållbar offentlig upphandling till nytta för medborgarna och näringslivets utveckling. Myndigheten ger också vägledning till kommuner och regioner om EU:s statsstödsregler.
Upphandlingsmyndigheten ger stöd genom att utveckla och förmedla kunskap, verktyg och metoder för offentlig upphandling. Stödet riktar sig till alla som är berörda av den offentliga affären. Myndigheten vill utveckla den goda offentliga affären, med fokus på hållbara, innovativa och effektiva upphandlingar. Myndigheten vill även bidra till att kommuner och regioner tillämpar statsstödsreglerna på ett strategiskt och rättssäkert sätt. Upphandlingsmyndighetens vision är sunda offentliga affärer för en hållbar framtid.
2019 utsågs myndigheten till Sveriges modernaste myndighet. 
Myndighetens arbetsuppgifter övertogs från Konkurrensverket den 1 september 2015.

## Generaldirektörer
- Ann-Christin Nykvist (vikarierande), 2015–2016
- Inger Ek, 2016–2024
- Anja Clausin, 2024-